# Bahnhof Amsterdam Lelylaan
Der Bahnhof Amsterdam Lelylaan ist ein Durchgangsbahnhof der niederländischen Bahngesellschaft NS im Westen der niederländischen Hauptstadt Amsterdam. Die Station wird von Zügen des Fern- und Nahverkehrs und der Amsterdamer Metro bedient.

## Geschichte
Die Station wurde mit der Inbetriebnahme der Bahnstrecke Amsterdam Centraal–Schiphol am 1. Juni 1986 eröffnet. Zur gleichen Zeit wurden auf der Strecke der Bahnhof Amsterdam De Vlugtlaan und die Hochebene der Station Amsterdam Sloterdijk in Betrieb genommen. Die Station befindet sich in Hochlage und überquert drei Straßen. 1988 wurde die Straßenbahnlinie 17 bis nach Osdorp verlängert und hielt ab diesem Zeitpunkt an der Station, wo seit Inbetriebnahme schon die Linie 1 hielt. Die Metro Amsterdam mit der Linie M50 hält seit 1997 an der Bahnstation. Zwischen 1986 und 1996 war die Station ein wichtiger Fernverkehrshalt im niederländischen Bahnsystem. Mittlerweile hält dort nur noch eine Intercity- sowie zwei Nahverkehrslinien. Jedoch soll der Bahnhof und seine Umgebung in den nächsten Jahren grundlegend erneuert werden.

## Lage

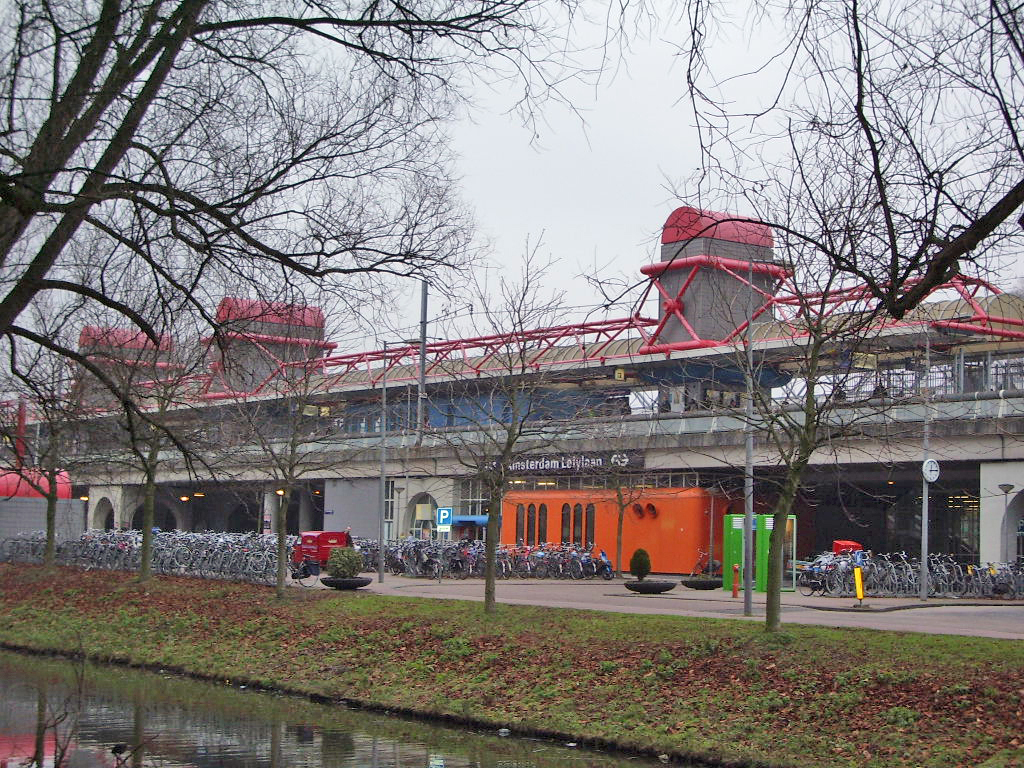
Außenansicht des Bahnhofs

Die Station befindet sich etwa 5 km südwestlich des Amsterdamer Hauptbahnhof. Er liegt parallel des Amsterdamer Autobahnring im Stadtteil Slotervaart.

## Bahnhof

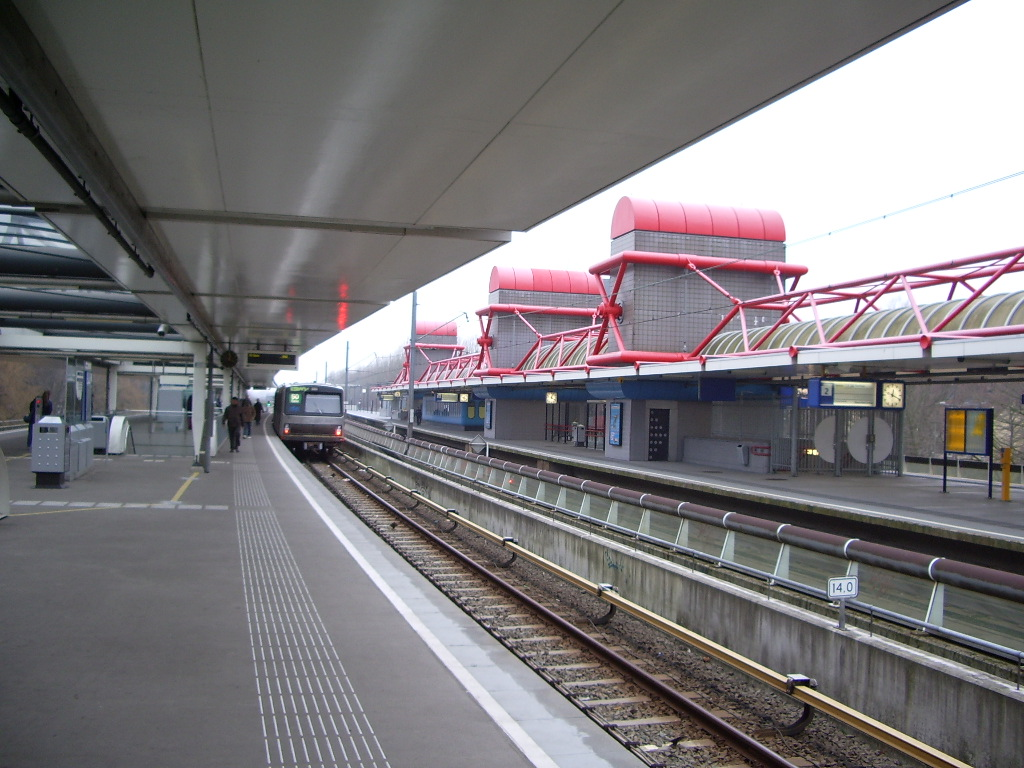
Bahnsteige mit Metro

Der Bahnhof ist ein Durchgangsbahnhof, welcher vier Gleise an zwei Bahnsteigen beherbergt. An den Gleisen 1 und 2 halten die Nah- und Fernzüge, die Metrolinien 50 und 51 halten an den westlichen zwei Gleisen des Bahnhofs.

## Streckenverbindungen
Folgende Linien halten im Jahresfahrplan 2022 am Bahnhof Amsterdam Lelylaan:
| Zugtyp   | Linienverlauf | Frequenz                                                                                               |
| -------- | --- | --- |
| Sprinter | (Den Haag Centraal – Leiden Centraal –) Hoofddorp – Schiphol Airport – Amsterdam Lelylaan – Zaandam – Purmerend – Hoorn – Hoorn Kersenboogerd | halbstündlich (fährt nach 19 Uhr und am Wochenende nicht zwischen Den Haag Centraal und Hoofddorp)     |
| Sprinter | (Den Haag Centraal –) Leiden Centraal – Schiphol Airport – Amsterdam Lelylaan – Amsterdam Sloterdijk – Amsterdam Centraal                     | halbstündlich (fährt nur nach 19 Uhr und am Wochenende zwischen Den Haag Centraal und Leiden Centraal) |
| Sprinter | Hoofddorp – Schiphol Airport – Amsterdam Lelylaan – Amsterdam Sloterdijk – Amsterdam Centraal                                                 | halbstündlich                                                                                          |
| Metro    | M50: Isolatorweg – Lelylaan – Zuid – Overamstel – Van der Madeweg – Bijlmer ArenA – Gein                                                      | zehnminütig                                                                                            |
| Metro    | M51: Centraal Station – Spaklerweg – Overamstel – Zuid – Lelylaan – Isolatorweg                                                               | zehnminütig                                                                                            |